# 쉐보레 트레일블레이저 (크로스오버)
쉐보레 트레일블레이저(Chevrolet Trailblazer)는 한국GM이 쉐보레 브랜드로 판매하는 전륜구동 또는 4륜구동 기반 소형 스포츠 유틸리티 자동차이다.

## 1세대 (9BYC)

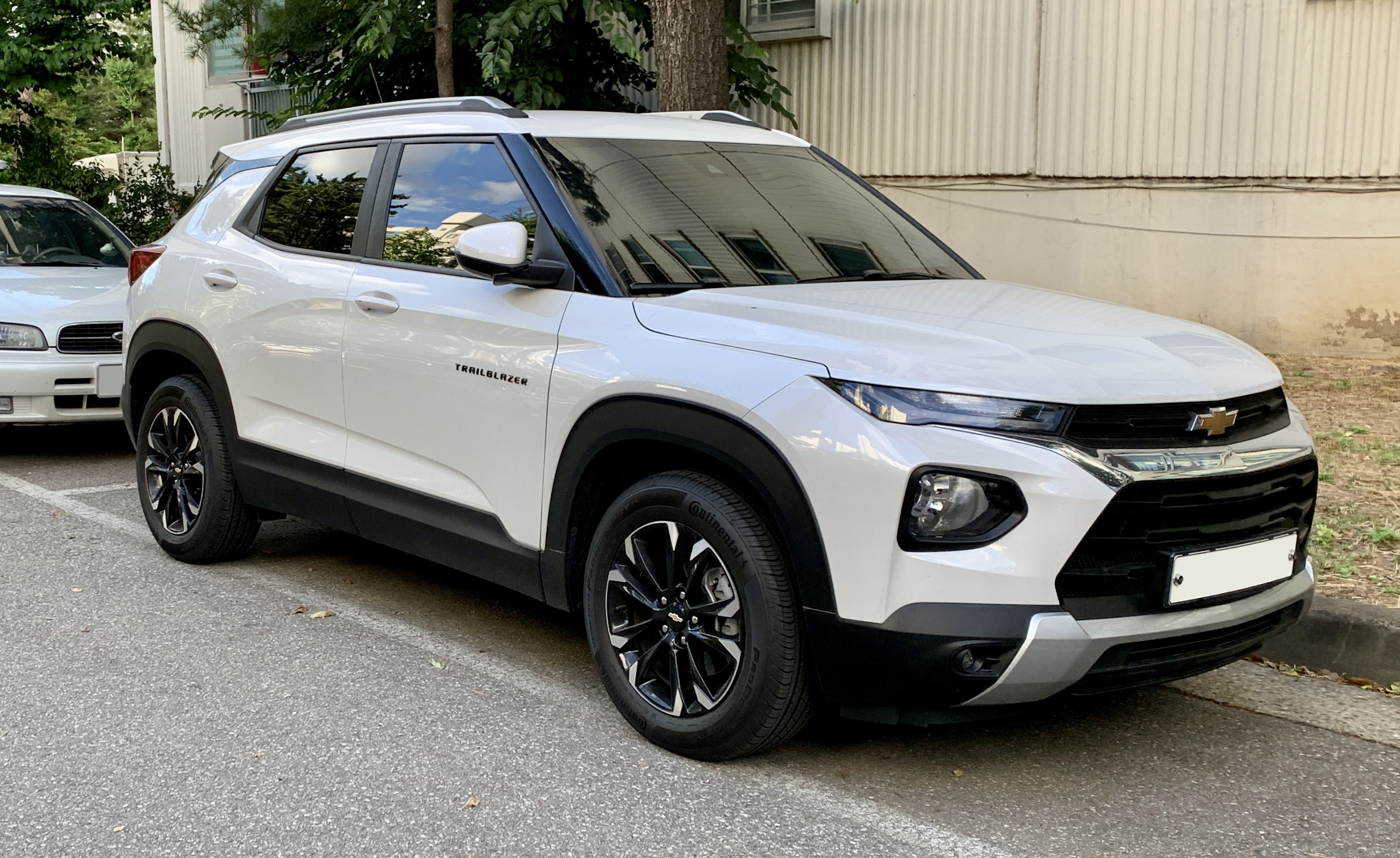
트레일블레이저(정측면)

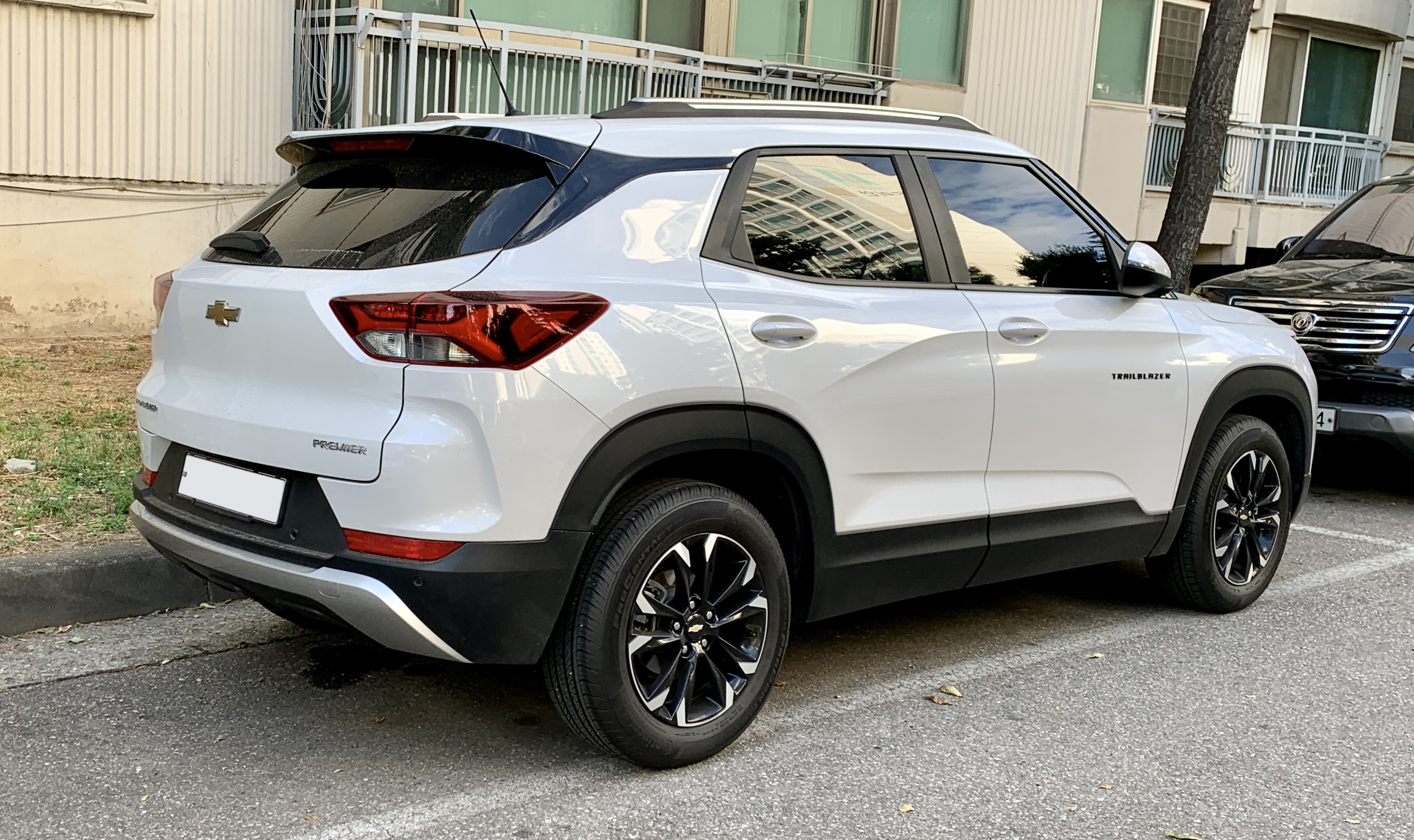
트레일블레이저(후측면)

전세계 최초로 소형 SUV 세그먼트 시장을 개척하여 JD Power에서 1위까지 수상하며 북미는 물론 유럽과 중국까지 선풍적인 인기로 수년간 국내 수출 1위를 달성했던 GM의 뷰익 앙코르, 오펠 모카, 쉐비 트랙스(프로그램명 G1Ux)는 한국GM이 개발 및 생산까지 담당하여 성공적인 스토리를 만들었던 프로그램이다.
이후 GM에서는 세계 자동차 시장에서 가장 빠르게 성장하고 있는 소형 SUV 세그먼트의 라인업 확충을 위해 추가 차량 프로그램(9BUX)을 기획했고 이를 가장 잘 개발할 수 있는 한국지엠에 맡겨 개발한 차량이 뷰익 앙코르 GX와 쉐보레 트레일블레이저이다.
미국에서는 2019년 11월에 LA 모터쇼에서 최초로 공개되었고, 중국을 제외한 국가에서는 인천 부평공장 생산분이 판매된다. 대한민국에는 2020년 1월 16일에 출시되었다. 직렬 3기통 가솔린 터보 엔진은 139마력 1.2리터 사양과 156마력 1.3리터 사양이 있다. 1.3리터 가솔린 터보 엔진은 말리부와 공용한다.
트랙스와 달리 대한민국 내수 시장에도 4륜구동이 출시되었으며, 156마력 1.3리터 가솔린 터보에만 적용한다. Z링크를 적용해 승차감을 멀티링크 수준으로 만들었다. 전륜구동 사양에 CVT가 달리고, 4륜구동에는 9단 자동변속기가 달린다.
2021년 하반기에 수요 저조를 이유로 139마력 1.2리터 가솔린 터보 엔진이 라인업에서 제외됐으며, 2세대 트랙스로 이관됐다. 2세대 트랙스 1.2리터 가솔린 터보에는 CVT가 장착된 트레일블레이저와 달리 6단 자동변속기가 장착된다.
중국에서는 2019년에 출시했으나, 2022년 7월에 쉐보레 시커(2세대 트랙스의 중국형)가 공개된 후 판매가 중지됐다.

### 제원
| 구분                | E-TURBO PRIME FWD | E-TURBO PRIME FWD | E-TURBO FWD      | E-TURBO FWD      | E-TURBO FWD      | E-TURBO AWD      | E-TURBO AWD      | E-TURBO AWD      |
| ------------------- | ----------------- | ----------------- | ---------------- | ---------------- | ---------------- | ---------------- | ---------------- | ---------------- |
| 트림                | LS                | LT                | LT / Premier     | ACTIV            | RS               | Premier          | ACTIV            | RS               |
| 전 장 (mm)          | 4,410             | 4,410             | 4,410            | 4,425            | 4,425            | 4,410            | 4,425            | 4,425            |
| 전 폭 (mm)          | 1,810             | 1,810             | 1,810            | 1,810            | 1,810            | 1,810            | 1,810            | 1,810            |
| 전 고 (mm)          | 1,635             | 1,635             | 1,635 / 1,660    | 1,660            | 1,660            | 1,660            | 1,660            | 1,660            |
| 축 거 (mm)          | 2,640             | 2,640             | 2,640            | 2,640            | 2,640            | 2,640            | 2,640            | 2,640            |
| 윤거(전/후) (mm)    | 1,553/1,570       | 1,553/1,570       | 1,553/1,570      | 1,553/1,570      | 1,553/1,570      | 1,553/1,570      | 1,553/1,570      | 1,553/1,570      |
| 배기량 (cc)         | 1,199             | 1,199             | 1,341            | 1,341            | 1,341            | 1,341            | 1,341            | 1,341            |
| 최고출력 (ps/rpm)   | 139/5,000         | 139/5,000         | 156/5,600        | 156/5,600        | 156/5,600        | 156/5,600        | 156/5,600        | 156/5,600        |
| 최대토크 (kg.m/rpm) | 22.4/2,500~4,000  | 22.4/2,500~4,000  | 24.1/1,600~4,000 | 24.1/1,600~4,000 | 24.1/1,600~4,000 | 24.1/1,600~4,000 | 24.1/1,600~4,000 | 24.1/1,600~4,000 |
| 연료탱크 (L)        | 50                | 50                | 50               | 50               | 50               | 50               | 50               | 50               |
| 공차중량 (kg)       | 1,335             | 1,340             | 1,345            | 1,365            | 1,365            | 1,450            | 1,460            | 1,460            |

정부공인 표준연비 및 등급
| 구분                 | E-TURBO PRIME FWD | E-TURBO PRIME FWD | E-TURBO FWD  | E-TURBO FWD | E-TURBO FWD | E-TURBO AWD | E-TURBO AWD | E-TURBO AWD |
| -------------------- | ----------------- | ----------------- | ------------ | ----------- | ----------- | ----------- | ----------- | ----------- |
| 트림                 | LS                | LT                | LT / Premier | ACTIV       | RS          | Premier     | ACTIV       | RS          |
| 복합 연비 (km/L)     | 12.6              | 13.0              | 13.2         | 12.9        | 12.9        | 11.8        | 11.6        | 11.6        |
| 도심 연비 (km/L)     | 12.0              | 12.3              | 12.5         | 12.4        | 12.4        | 10.9        | 10.9        | 10.9        |
| 고속도로 연비 (km/L) | 13.2              | 13.9              | 14.2         | 13.5        | 13.5        | 13.2        | 12.6        | 12.6        |
| 등급                 | 3                 | 3                 | 3            | 3           | 3           | 3           | 3           | 3           |
| CO2 배출량 (g/km)    | 135               | 130               | 127          | 131         | 131         | 144         | 147         | 147         |

### Styling
- Exterior

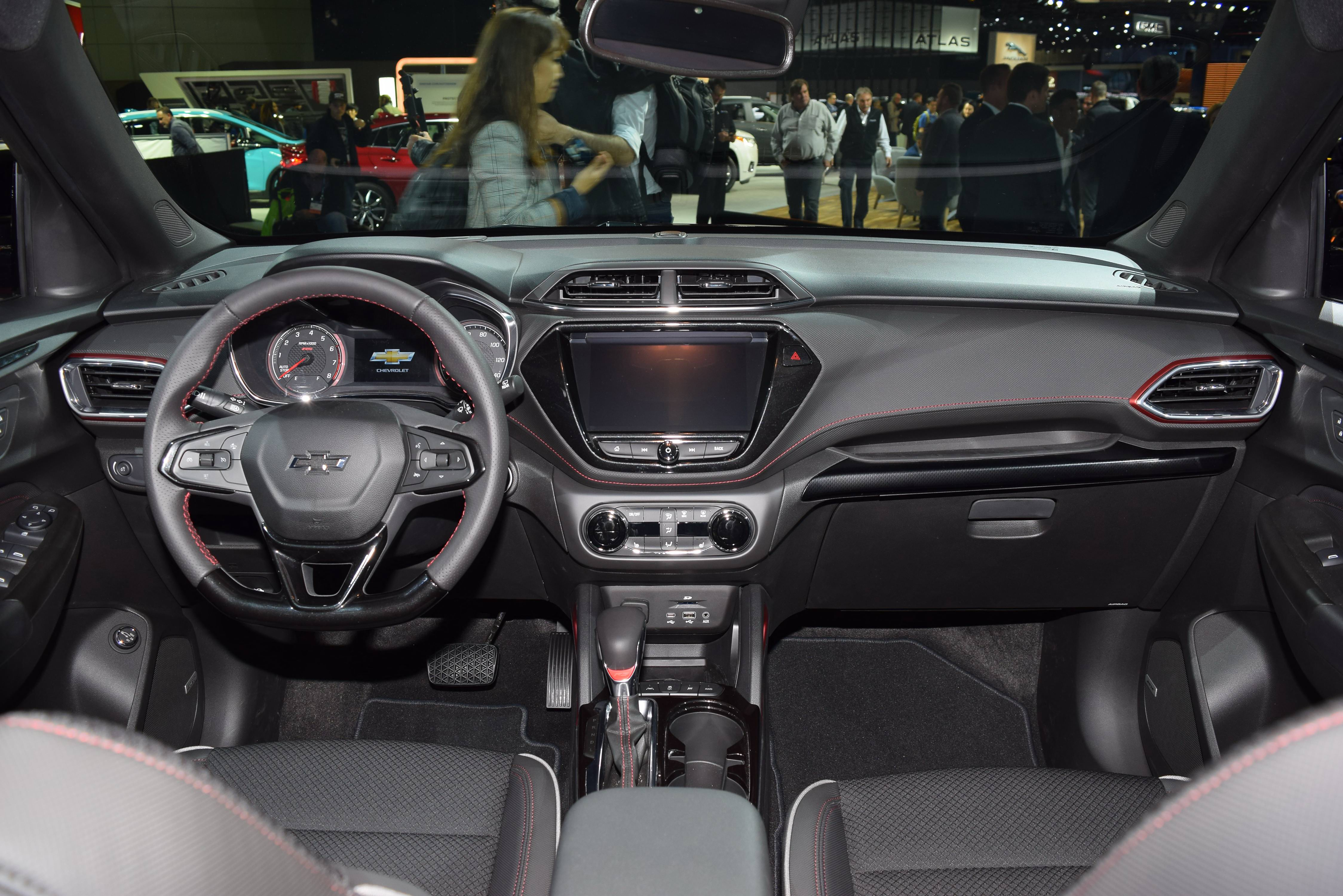
RS 인테리어

* 4 가지 컬러의 투톤 루프와 유니크한 컬러
RS
RS 시그니처 라디에이터 그릴 & 블랙 보타이
스포츠 매시 패턴 그릴 디테일과 RS 뱃지로 완성된 RS 시그니처 라디에이터 그릴과 블랙 보타이로 더욱 스포티한 룩을 선보이며, 블랙 보타이와 다크 티타늄 그릴 바로 시크함을 더했다.
RS 전용 블랙 레터링
전면 RS 뱃지와 후면의 감각적인 전용 블랙 레터링은 한층더 세련된 느낌을 선사한다.
18인치 팬텀 쉐도우 머신드 알로이 휠
18인치 팬텀 쉐도우 머신드 알로이 휠
RS 전용 18인치 머신드 알로이 휠을 적용하여 날렵한 느낌을 더했다.
블랙 아웃사이드 미러
시크한 블랙 컬러에 포인트를 주어 차별화된 느낌을 연출한다.
RS Midnight - 시크한 블랙컬러 루프와 하이글로스 소재의 프론트 그릴 & 휠이 당신의 취향을 완성시켜 준다.
하이글로스 블랙 그릴 바
전면부에 적용된 하이글로스 소재의 프론트 그릴 바는 고급스러운 느낌을 한층 더했다.
블랙 루프
블랙컬러 루프 적용으로 시크한 디자인을 완성했다.
18인치 하이글로스 블랙 알로이 휠
하이글로스 소재의 블랙 휠은 미드나잇만의 존재감과 특별함을 더해 준다.
Active - 아웃도어의 감성을 담은 디자인과 스포츠 터레인 타이어 적용으로 한층 깊은 경험을 선사해주는 트레일블레이저 ACTIV
ACTIV 전용 17인치 스포츠 터레인 타이어& 러기드 머신드 알로이휠
오프로드 컨셉에 맞는 스포츠 터레인 타이어와 휠을 적용하여 어떤 상황에서도 흔들림 없는 드라이빙을 선사한다.
ACTIV 전용 스키드 플레이트
오프로드 감성을 더해주는 스키드 플레이트에 다크 티타늄 크롬 소재를 사용하여 고급스러운 느낌을 더했다.
- Interior: 내부 공간의 개방감을 강조하였으며 젯 블랙 인테리어 컬러와 조화를 이루는 빅토리아 헤링본 포인트가 도어 및 시트에 적용된 모던한 컨셉
RS - 스포티한 디자인과 블랙/레드의 투톤루프로 도심 속 어디에서나 당신을 더욱 특별하게 만들어줄 트레일블레이저 RS
D컷 스티어링 휠 & 블랙보타이
스포티한 D컷 스티어링 휠 적용으로 드라이빙의 재미를 더했다.
RS 전용 클러스터
RS만의 독특한 익스클루시브 클러스터로 블랙 & 레드의 스타일리시한 감성을 선사한다.
RS 전용 기어노브
RS 레터링과 스티치가 어울어저 감각적이면서도 스포티한 느낌을 강조했다.
PREMIER - 크롬 그릴 바가 적용된 새로운 듀얼 포트 그릴 컨셉과 분리형 헤드램프 디자인, 그라데이션 효과를 살린 주간 주행등으로 날카롭고 슬림한 전면부를 완성.
슈퍼비전 4.2인치 컬러 클러스터
사이드 캐릭터라인과 다이나믹한 앵글의 C 필러, 플로팅 루프 디자인 적용으로 역동성을 극대화 하여 언제나 빛나는 라이프를 선사합니다
과감한 수평라인 사용으로 내부 공간의 개방감을 강조하였으며 젯 블랙 인테리어 컬러와 조화를 이루는 빅토리아 헤링본 포인트가 도어 및 시트에 적용되어 모던한 컨셉의 인테리어를 구현하였다.

### 편의사양
- 무선 폰 프로젝션
차량 탑승 시 별도의 선 연결 없이 자동으로 Android Auto, Apple CarPlay와 연결되어 전화, 문자, 음악, 내비게이션 등의 모든 기능을 간편하게 즐길 수 있다.
- 쉐보레 보타이 프로젝션 핸즈프리 파워 리프트 게이트
핸즈프리 센서의 위치를 명확하게 안내해주는 쉐보레 보타이가 바닥에 프로젝션 되어 간단한 동작만으로도 리프트게이트를 자동으로 열 수 있다. 또한, 트렁크 레벨링 메모리 기능으로 사용자에게 적절한 트렁크 오픈 높이를 설정할 수 있다.
- 열선 내장 스티어링 휠
스티어링 휠에 열선을 내장하여 추운 겨울에도 따뜻하게 운전을 할 수 있다.
- 듀얼존 에어컨
운전석과 동승석에서 개별적으로 설정한 온도를 자동으로 유지하여 극대화된 쾌적성을 제공한다.
- 컴바이너 헤드업 디스플레이
운전자가 전방을 주시한 채 다양한 시각적 정보를 읽을 수 있어 더욱 편리하고 안전한 드라이빙을 가능하게 한다.
- 차세대 이오나이저
새롭게 적용되는 이오나이저는 차량 실내 유해물질의 생성을 억제 및 제거하여 쾌적한 실내 환경을 유지하는데 도움을 준다.
- Bose® 프리미엄 7 스피커
Richboss® 서브우퍼와 앰프가 포함된 보스 프리미엄 7 스피커는 실내 어느 좌석에서도 최상의 음질을 제공한다.
- 2열 플로어 스토리지
- 2열 듀얼 USB 포트
- 다양한 6분할 시트 폴딩

### 안전사양
- 고장력 & 초고장력 강판 적용(78%(기가 스틸 22% 포함))
기가 스틸 22%를 포함한 78%의 고장력 & 초고장력 강판 적용으로 차체 강성을 높였으며 전면 및 사이드 임팩트 빔을 포함한 차체설계로 운전자와 보행자의 안전을 최우선으로 고려하였다.
- 어댑티브 크루즈 컨트롤
설정된 속도와 앞차와의 거리를 계산하여 자동으로 운전자가 설정한 속도 및 앞차와의 간격에 따라 자동으로 차량의 속도를 제어하여 안전한 주행을 돕는다. 또한, 앞 차량의 정지 및 출발 상황에 대응 가능한 정차 & 재출발 기능을 포함하며 코너 구간에서는 자동 감속 및 자동 가속 기능을 통해 고속 주행 시 안정적인 주행이 가능하다.
- 6 에어백 시스템
운전석&동반석, 앞좌석 사이드, 커튼 등 6 에어백 시스템을 전모델에 기본사양으로 적용하여 불의의 충돌사고 발생 시 탑승객의 상해를 최소화하도록 배려하였다.
- 전방 충돌 경고 시스템 및 전방 거리 감지 시스템
운전자의 차량이 전방 차량으로 빠르게 접근하는 경우 클러스터에 표시등이 켜지고, 윈드쉴드에 헤드업 LED 경고등이 표시되며, 앞차와의 거리를 초 단위로 표시하여 사고 위험을 알려 준다.
- 저속 자동 긴급 제동 시스템
주행 중 전방의 차량과 충돌이 예상될 경우 추가 제동력을 제공하여 자동으로 브레이크를 작동하는 기능이다.
- 전방 보행자 감지 및 제동 시스템
차량 전방의 보행자를 감지하여 충돌 가능성이 있을 때 경고를 보내고 필요시 자동으로 브레이크를 작동시켜 사고 가능성을 낮추어 준다.
- 차선 이탈 경고 및 차선 유지 보조 시스템
차량에 탑재된 센서로 차선을 실시간 감지하여 운전자의 부주의로 차선 이탈이 예상될 경우 자동으로 스티어링 휠을 조절하여 차선을 벗어나지 않도록 보조해 준다.
- Intellibeam (스마트 하이빔)
반대편 차선의 차량 불빛을 감지하여 상향등을 자동으로 하향등으로 전환함으로써 야간 주행 시 시인성 확보는 물론 안전성을 극대화한다.
- 차선 변경 경고 및 사각지대 경고 시스템
아웃사이드 미러나 룸미러로 확인 불가능한 사각지대 차량을 감지하여 경고하며, 차선 변경 시 다른 차량이 빠르게 접근할 때 경고를 주어 안전한 차선 변경에 도움을 준다.
- 후측방 경고 시스템
후진 시 후방 좌, 우측에서 접근하는 차량을 감지, 경고해주는 시스템으로 시야 확보가 어려운 주차 및 출차 상황에서 유용하다.
- 후방 주차 보조 시스템 및 후방 카메라
정차 & 재출발 기능을 지원하는 어댑티브 크루즈 컨트롤은 앞 차량 출발 알림 기능과 함께 통행량이 많은 도심 주행 시 편안한 운전을 할 수 있으며, 코너 주행 시 자동 감속/자동 가속 기능을 통해 고속 주행 시에도 안정적인 주행을 할 수 있도록 도와준다.
- 국토부 주관 2020 신차안전도 평가(KNCAP)에서 최고 등급 1등급 안전성 공인 및 5 Star 획득

## 개발담당자 미디어 인터뷰
- 소형인데… 뒷좌석 접으니 ‘차박’도 충분: 동아일보
- 한국GM 특급 소방수 '트레일블레이저 ' 개발주역 GMTCK 디자인센터를 만나다
- [인터뷰]"트레일블레이저, 한국지엠 역량 드러낼 것…`공간성`이 무기": 이데일리
- [인터뷰] "쉐보레 트레일블레이저, 동서양 막론 내구성 최고": 프라임경제
- 한국지엠 트레일블레이저 개발 3인방 스토리 '피·땀·눈물': 미디어펜
- "소음 줄인 소형차" GM의 이유있는 車부심: 머니투데이
- ‘음지’에서 일하는..쉐보레 트레일블레이저 개발한 엔진니어 만나보니: 데일리안
- 트레일블레이저 파격 디자인에 개발자는 비명을 질렀다: 데일리안
- "지엠테크니컬센터코리아 첫 작품" 쉐보레 트레일블레이저 개발 성공기: 지피코리아

## 역대 슬로건
- #하고싶은거다해 (트레일블레이저)

## 미국시장 평가
- Chevrolet Trailblazer on top 10 best user experience list
- Winner: Excellent, Affordable UX
- Fastest-selling new vehicle in US